# Modersohn & Freiesleben
Modersohn & Freiesleben ist ein deutsches Architekturbüro, das 1994 von Johannes Modersohn und Antje Freiesleben in Berlin gegründet wurde.

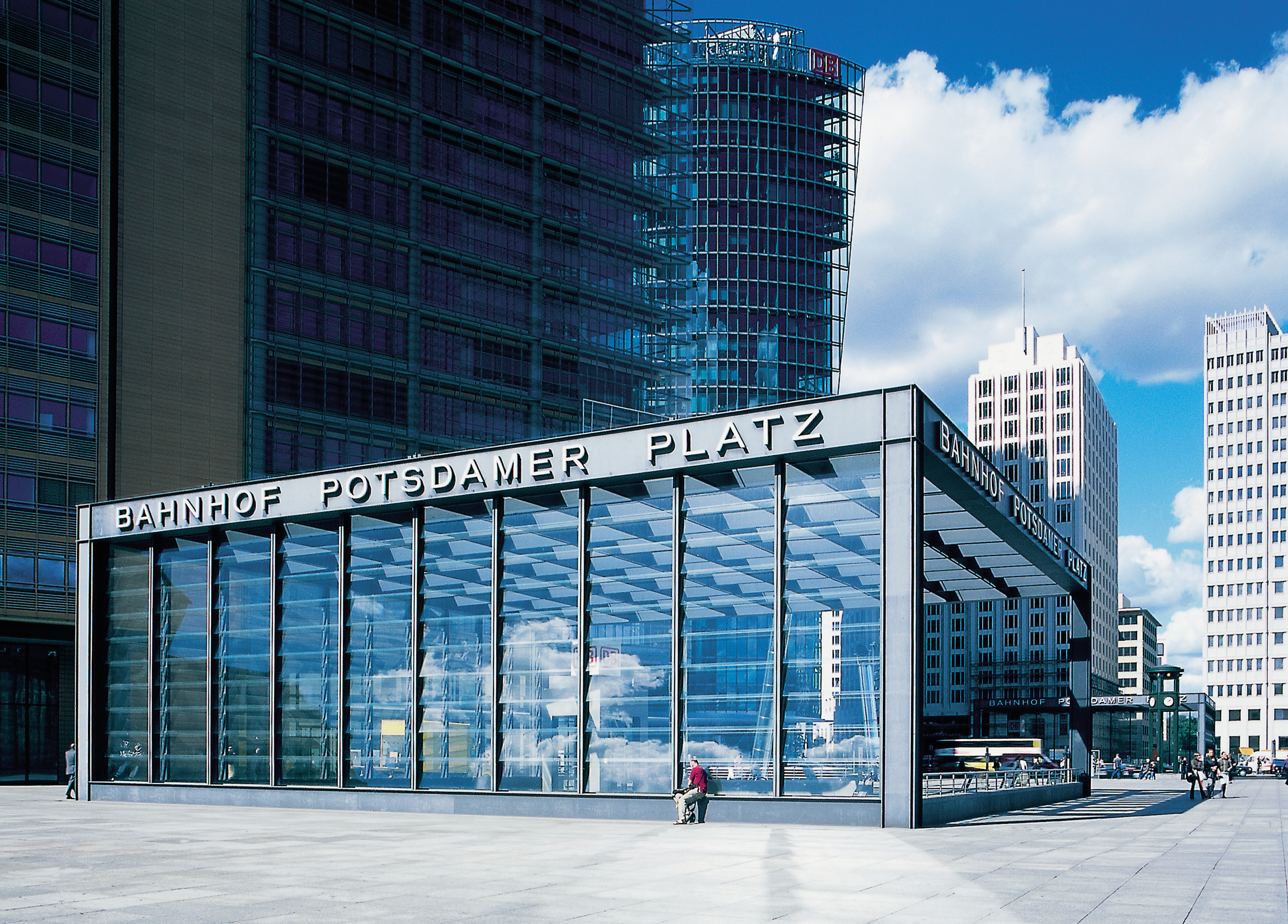
Eingangsgebäude Bahnhof Potsdamer Platz

## Partner
Antje Freiesleben (* 1965) studierte bis 1992 Architektur an der UdK Berlin. Freiesleben lehrte an der Hochschule der Künste Berlin bei Alfred Grazioli (1998–2005) und seit 2017 an der Universität Siegen.
Johannes Modersohn (* 1961) studierte bis 1989 Architektur an der TU Berlin und arbeitete anschließend bei Hilmer & Sattler in Berlin. Modersohn lehrt seit 2007 an der RPTU Kaiserslautern-Landau.

## Bauten
- 1996–2006: Regionalbahnhof Berlin Potsdamer Platz mit Hilmer & Sattler und Albrecht
- 1998–2000: Lofthaus Melchiorstraße, Berlin
- 2000–2003: Bürohaus im Beisheim-Center, Berlin
- 2000–2004: Wohnsitz Neu Bayern, Sanierung und Dachneubau
- 2001–2005: Kontorhaus Rosenstraße, Berlin, denkmalgerechte Sanierung und Ausbau
- 2005–2008: Wohnhaus Choriner Straße, Berlin-Mitte
- 2007–2008: Marshallhaus, Berlin, denkmalgerechte Sanierung eines 50er-Jahre-Gebäudes
- 2010–2012: Wohn- und Geschäftshaus Chausseestraße, Berlin-Mitte
- 2011–2014: Wohnhäuser an der Neuen Roßstraße, Berlin-Mitte
- 2014–2015: Otto-Modersohn-Museum Tecklenburg, Sanierung und Umbau eines denkmalgeschützten Wohnhauses
- 2016–2018: Lindenallee, Essen, Umnutzung eines Büro-Hochhauses zu 138 Appartements
- 2017–2020: Maximilans Quartier, Berlin, Neubau von 4 Wohnhäusern mit 233 Wohnungen

## Auszeichnungen und Preise
- 2018: Bauherrenpreis der Architektenkammer des Saarlandes Christuskirche in Bruchhof-Sanddorf, mit Bayer Uhrig
- 2018: Anerkennung – Häuser des Jahres für Landhaus, Gramzow
- 2016: Gold – Best Architects 17 für Haus R., New Brunswick[2]
- 2007: Gold – Best Architects 08 für Bürohaus an der Ebertstraße, Berlin[3]
- 2007: Brandenburgischer Architekturpreis[4]
- 2007: Stipendium der Deutschen Akademie Rom Villa Massimo (Casa Baldi)
- 2004: Förderungspreis Baukunst der Akademie der Künste Berlin
- 2004: Architekturpreis der Reinersstiftung

## Ehemalige Mitarbeiter
- Aldo Duelli